# 1905-ös norvég labdarúgókupa
A 1905-ös norvég labdarúgókupa a Norvég labdarúgókupa 4. szezonja volt. A versenyt a címvédő Odd rendezte meg. A versenyen helyi szövetségi liga (kretsserier) bajnokai vehettek részt, kivéve Kristiania og omegnben, ahol külön kupa-selejtező versenyt rendeztek. A szezonban négy csapat vett részt. A tornát az Odd csapata nyerte, immár harmadik alkalommal.

## Elődöntők
| 1. csapat           | Eredmény | 2. csapat   |
| ------------------- | -------- | ----------- |
| 1905. szeptember 9. |          |             |
| Akademisk FK        | 3–0      | Fredrikstad |
| Eidsvold IF         | 0–1      | Odd         |

## Döntő
| 1905. szeptember 10. |

| Odd     | 2–1 | Akademisk FK |
| ------- | --- | ------------ |
| 56' 71' |     | 85'          |

| Frogner stadion, Kristiania Nézőszám: 3 000 Játékvezető: Arthur Nordlie (Lyn) |

| Az Odd játékoskerete: |  |                    |
|                       |  |                    |
| K                     |  | Andrew Johnsen     |
| H                     |  | Guttorm Hol        |
| H                     |  | Erling Jensen      |
| Kp                    |  | Bernhard Halvorsen |
| Kp                    |  | Fridtjof Nilsen    |
| Kp                    |  | Ingvald Ustad      |
| Cs                    |  | Peter Hol          |
| Cs                    |  | Johan Nilsen       |
| Cs                    |  | Øivind Gundersen   |
| Cs                    |  | Berthold Pettersen |
| Cs                    |  | Daniel Gasman      |

| Az Akademisk FK kerete: |  |                       |
|                         |  |                       |
| K                       |  | Michael Kaas          |
| H                       |  | Oscar Strugstad       |
| H                       |  | Alf Killen            |
| Kp                      |  | Henning Wiese         |
| Kp                      |  | Erling Lorck          |
| Kp                      |  | Christian Wiese       |
| Cs                      |  | Thorvald Torgersen    |
| Cs                      |  | Alf Bang              |
| Cs                      |  | Nikolai Ramm Østgaard |
| Cs                      |  | W. Lie                |
| Cs                      |  | Severin Heyerdahl     |